# Atleti Individuali Neutrali ai Giochi della XXXIII Olimpiade
Atleti Individuali Neutrali è il nome usato per rappresentare gli atleti russi e bielorussi approvati ai Giochi della XXXIII Olimpiade, svoltisi a Parigi dal 26 luglio all'11 agosto 2024, dopo che il Comitato Olimpico Internazionale ha vietato le precedenti designazioni delle nazioni a causa dell'invasione russa dell'Ucraina del 2022. Il codice paese del CIO è AIN, dal nome francese Athlètes Individuels Neutres.
Alla delegazione è stato vietato l'utilizzo della bandiera olimpica e dell'inno olimpico, e al suo posto hanno utilizzato una bandiera raffigurante un emblema circolare AIN e un inno strumentale unico, entrambi assegnati dal CIO. I singoli atleti neutrali hanno dovuto ottenere l'approvazione prima dalle federazioni internazionali di ogni sport e poi da un apposito comitato creato dal CIO. In quanto atleti individuali, tale delegazione non ha preso parte alla sfilata delle nazioni durante la cerimonia di apertura né è stata elencata come delegazione nel medagliere ufficiale.
Mentre la bandiera utilizza la dicitura singolare "Atleta neutrale individuale", il CIO utilizza la dicitura plurale "Atleti neutrali individuali".
Gli Atleti Individuali Neutrali erano trentadue, quindici uomini e diciotto donne.

## Medagliere
| Sport             | Oro | Argento | Bronzo | Totale |
| ----------------- | --- | ------- | ------ | ------ |
| Ginnastica        | 1   | 1       | 0      | 2      |
| Canottaggio       | 0   | 1       | 0      | 1      |
| Tennis            | 0   | 1       | 0      | 1      |
| Sollevamneto pesi | 0   | 0       | 1      | 1      |
| Totale            | 1   | 3       | 1      | 5      |

| Data      | Oro | Argento | Bronzo | Totale |
| --------- | --- | ------- | ------ | ------ |
| 2 agosto  | 1   | 1       | 0      | 2      |
| 3 agosto  | 0   | 1       | 0      | 1      |
| 4 agosto  | 0   | 1       | 0      | 1      |
| 10 agosto | 0   | 0       | 1      | 1      |

### Atleti medagliati
| Medaglia | Nome                          | Nazione     | Sport             | Evento               | Data      |
| -------- | ----------------------------- | ----------- | ----------------- | -------------------- | --------- |
| Oro      | Ivan Litvinovich              | Bielorussia | Ginnastica        | Trampolino maschile  | 2 agosto  |
| Argento  | Viyaleta Bardzilouskaya       | Bielorussia | Ginnastica        | Trampolino femminile | 2 agosto  |
| Argento  | Yauheni Zalaty                | Bielorussia | Canotaggio        | Singolo maschile     | 3 agosto  |
| Argento  | Mirra Andreeva Diana Shnaider | Russia      | Tennis            | Doppio femminile     | 4 agosto  |
| Bronzo   | Yauheni Tsikhantsou           | Bielorussia | Sollevamento pesi | 102 kg maschile      | 10 agosto |

## Delegazione
| Sport             | Uomini      | Uomini | Donne       | Donne  | Totale |
| Sport             | Bielorussia | Russia | Bielorussia | Russia | Totale |
| ----------------- | ----------- | ------ | ----------- | ------ | ------ |
| Canoa             | 1           | 1      | 1           | 1      | 4      |
| Canottaggio       | 1           | 0      | 1           | 0      | 2      |
| Ciclismo          | 0           | 1      | 1           | 2      | 4      |
| Ginnastica        | 1           | 0      | 1           | 1      | 3      |
| Lotta             | 2           | 0      | 0           | 0      | 2      |
| Nuoto             | 1           | 1      | 2           | 0      | 4      |
| Sollevamento pesi | 1           | 1      | 2           | 0      | 4      |
| Taekwondo         | 1           | 0      | 0           | 0      | 1      |
| Tennis            | 0           | 3      | 0           | 4      | 7      |
| Tiro              | 0           | 0      | 0           | 2      | 2      |
| Totale            | 8           | 7      | 8           | 10     | 33     |

### Canoa/Kayak

#### Velocità
Maschile
| Atleta                           | Nazione     | Evento    | Batteria | Batteria   | Quarti di finale | Quarti di finale | Semifinale | Semifinale | Finale  | Finale     |
| Atleta                           | Nazione     | Evento    | Tempo    | Classifica | Tempo            | Classifica       | Tempo      | Classifica | Tempo   | Classifica |
| -------------------------------- | ----------- | --------- | -------- | ---------- | ---------------- | ---------------- | ---------- | ---------- | ------- | ---------- |
| Zakhar Petrov                    | Russia      | C1 1000 m | 3:49.86  | 2º SF      | Bye              | Bye              | 3:45.99    | 3º FA      | 3:45.28 | 4º         |
| Aleksej Korovaškov Zakhar Petrov | Russia      | C-2 500 m | 1:38.65  | 1º SF      | Bye              | Bye              | 1:39.57    | 1º FA      | 1:41.27 | 4º         |
| Uladzislau Kravets               | Bielorussia | K1 1000 m | 3:32.07  | 2º SF      | Bye              | Bye              | 3:29.64    | 4º FA      | 3:28.10 | 4º         |

Femminile
| Atleta           | Nazione     | Evento   | Batteria | Batteria   | Quarti di finale | Quarti di finale | Semifinale      | Semifinale      | Finale          | Finale          |
| Atleta           | Nazione     | Evento   | Tempo    | Classifica | Tempo            | Classifica       | Tempo           | Classifica      | Tempo           | Classifica      |
| ---------------- | ----------- | -------- | -------- | ---------- | ---------------- | ---------------- | --------------- | --------------- | --------------- | --------------- |
| Olesja Romasenko | Russia      | C1 200 m | 49.83    | 5ª QF      | 47.92            | 4ª               | non qualificata | non qualificata | non qualificata | non qualificata |
| Julija Truškina  | Bielorussia | C1 200 m | 46.15    | 2ª SF      | Bye              | Bye              | 45.32           | 2ª FA           | 44.83           | 5ª              |

;Legenda:
FA = Qualificato alla finale (medaglia); FB = Qualificato alla finale (non medaglia)

### Canottaggio
| FA   | Qualificato in finale A (per le medaglie)     |
| FB   | Qualificato in finale B (non per le medaglie) |
| FC   | Qualificato in finale C (non per le medaglie) |
| FD   | Qualificato in finale D (non per le medaglie) |
| FE   | Qualificato in finale E (non per le medaglie) |
| FF   | Qualificato in finale F (non per le medaglie) |
| SA/B | Semifinali A/B                                |
| SC/D | Semifinali C/D                                |
| SE/F | Semifinali E/F                                |
| QF   | Qualificato ai quarti di finale               |
| R    | Ripescaggio                                   |

Le imbarcazioni si sono qualificate attraverso i Campionati del mondo di canottaggio 2023 a Belgrado, in Serbia, e la Regata di qualificazione finale a Lucerna, in Svizzera.
| Atleta             | Nazione     | Evento  | Batteria | Batteria  | Ripescaggi | Ripescaggi | Quarti di finale | Quarti di finale | Semifinali | Semifinali | Finale  | Finale    |
| Atleta             | Nazione     | Evento  | Tempo    | Posizione | Tempo      | Posizione  | Tempo            | Posizione        | Tempo      | Posizione  | Tempo   | Posizione |
| ------------------ | ----------- | ------- | -------- | --------- | ---------- | ---------- | ---------------- | ---------------- | ---------- | ---------- | ------- | --------- |
| Yauheni Zalaty     | Bielorussia | Singolo | 6:51.45  | 1º QF     | Bye        | Bye        | 6:49.27          | 1º SA/B          | 6:39.01    | 2º FA      | 6:42.96 | Argento   |
| Tatsiana Klimovich | Bielorussia | Singolo | 7:34.31  | 2ª QF     | Bye        | Bye        | 7:34.30          | 3ª SA/B          | 7:26.56    | 5ª FB      | 7:25.61 | 8ª        |

### Ciclismo
Quattro atleti neutrali individuali si sono qualificati come corridori per gli eventi di corsa su strada dopo aver ottenuto le quote attraverso la classifica nazionale UCI.

#### Ciclismo su strada
Maschile
| Atleta      | Nazione | Evento         | Tempo    | Posizione |
| ----------- | ------- | -------------- | -------- | --------- |
| Gleb Syrica | Russia  | Corsa in linea | dnf      | dnf       |
| Gleb Syrica | Russia  | Cronometro     | 40:33.30 | 31º       |

Femminile
| Atleta                    | Nazione     | Evento         | Tempo    | Posizione |
| ------------------------- | ----------- | -------------- | -------- | --------- |
| Tamara Dronova-Balabolina | Russia      | Corsa in linea | 4:07:16  | 47ª       |
| Tamara Dronova-Balabolina | Russia      | Cronometro     | 43:42.16 | 21ª       |
| Alena Ivanchenko          | Russia      | Corsa in linea | 4:10:47  | 72ª       |
| Hanna Tserakh             | Bielorussia | Corsa in linea | 4:10:18  | 61ª       |
| Hanna Tserakh             | Bielorussia | Cronometro     | 44:57.20 | 29ª       |

### Ginnastica

#### Trampolino elastico
| Atleta                  | Nazione     | Evento               | Qualificazione | Qualificazione | Finale | Finale    |
| Atleta                  | Nazione     | Evento               | Punti          | Posizione      | Punti  | Posizione |
| ----------------------- | ----------- | -------------------- | -------------- | -------------- | ------ | --------- |
| Ivan Litvinovich        | Bielorussia | Trampolino maschile  | 63.420         | 1º Q           | 63.090 | Oro       |
| Vijaleta Bardziloŭskaja | Bielorussia | Trampolino femminile | 56.340         | 2ª Q           | 56.060 | Argento   |
| Anzhela Bladtceva       | Russia      | Trampolino femminile | 55.710         | 4ª Q           | 55.020 | 5ª        |

### Lotta
Libera
| Atleta                       | Nazione     | Evento          | Ottavi               | Quarti               | Semifinali           | Ripescaggio          | Ripescaggio 2        | Finale / FB          | Pos.       |
| Atleta                       | Nazione     | Evento          | Avversario Risultato | Avversario Risultato | Avversario Risultato | Avversario Risultato | Avversario Risultato | Avversario Risultato | Pos.       |
| ---------------------------- | ----------- | --------------- | -------------------- | -------------------- | -------------------- | -------------------- | -------------------- | -------------------- | ---------- |
| Mahamedchabib Kadzimahamedaŭ | Bielorussia | -74 kg maschile | Zhamalov L 0–8VPO    | Non avanza           | Non avanza           | Salkazanov W 6–6VPO1 | Valiev L 2–12VSU1    | Non avanza           | Non avanza |

Greco-romana
| Atleta                | Nazione     | Evento          | Ottavi                 | Quarti               | Semifinali           | Ripescaggio          | Finale / FB          | Pos.       |
| Atleta                | Nazione     | Evento          | Avversario Risultato   | Avversario Risultato | Avversario Risultato | Avversario Risultato | Avversario Risultato | Pos.       |
| --------------------- | ----------- | --------------- | ---------------------- | -------------------- | -------------------- | -------------------- | -------------------- | ---------- |
| Abubakar Khaslakhanau | Bielorussia | -97 kg maschile | Kobliashvili W 9–1VSU1 | Gabr L 1–4VPO1       | Non avanza           | Non avanza           | Non avanza           | Non avanza |

### Nuoto
| Atleta             | Nazione     | Gara                       | Batterie | Batterie | Semifinali      | Semifinali      | Finale          | Finale          |
| Atleta             | Nazione     | Gara                       | Tempo    | Pos.     | Tempo           | Pos.            | Tempo           | Pos.            |
| ------------------ | ----------- | -------------------------- | -------- | -------- | --------------- | --------------- | --------------- | --------------- |
| Evgenii Somov      | Russia      | 50 m stile libero maschili | 23.43    | 44º      | non qualificato | non qualificato | non qualificato | non qualificato |
| Evgenii Somov      | Russia      | 100 m rana maschili        | 59.83    | 13º Q    | 1:00.00         | 13º             | non qualificato | non qualificato |
| Il'ja Šymanovič    | Bielorussia | 100 m rana maschili        | 59.25    | 3º Q     | 59.45           | 10º             | non qualificato | non qualificato |
| Anastasija Škurdaj | Bielorussia | 100 m dorso femminili      | 1:00.94  | 20ª      | non qualificata | non qualificata | non qualificata | non qualificata |
| Anastasija Škurdaj | Bielorussia | 200 m dorso femminili      | 2:09.54  | 7ª Q     | 2:08.79         | 8ª Q            | 2:10.23         | 8ª              |
| Alina Zmushka      | Bielorussia | 100 m rana femminili       | 1:06.37  | 11ª Q    | 1:05.93         | 5ª Q            | 1:06.54         | 8ª              |
| Alina Zmushka      | Bielorussia | 200 m rana femminili       | 2:28.19  | 21ª      | non qualificata | non qualificata | non qualificata | non qualificata |

### Sollevamento pesi
| Atleta              | Nazione     | Evento          | Strappo   | Strappo    | Slancio   | Slancio    | Totale | Classifica |
| Atleta              | Nazione     | Evento          | Risultato | Classifica | Risultato | Classifica | Totale | Classifica |
| ------------------- | ----------- | --------------- | --------- | ---------- | --------- | ---------- | ------ | ---------- |
| Yauheni Tsikhantsou | Bielorussia | 102 kg maschile | 183       | 4º         | 219       | 2º         | 402    | Bronzo     |
| Sjuzanna Valodz'ka  | Bielorussia | 71 Kg femminile | 111       | 5ª         | 135       | 4ª         | 246    | 4ª         |

### Taekwondo
Maschile
| Atleta           | Nazione     | Evento         | Ottavi                | Quarti               | Semifinali           | Ripescaggio Turno 1  | Ripescaggio Turno 2  | Finale               | Classifica      |
| Atleta           | Nazione     | Evento         | Avversario Punteggio  | Avversario Punteggio | Avversario Punteggio | Avversario Punteggio | Avversario Punteggio | Avversario Punteggio | Classifica      |
| ---------------- | ----------- | -------------- | --------------------- | -------------------- | -------------------- | -------------------- | -------------------- | -------------------- | --------------- |
| Georgiy Gurtsiev | Bielorussia | 58 kg maschile | C. Ravet P (6-7, 3-5) | non qualificato      | non qualificato      | non qualificato      | non qualificato      | non qualificato      | non qualificato |

### Tennis
Maschile
| Atleta                          | Nazione | Evento  | 32-esimi                 | 16-esimi                           | Ottavi                               | Quarti               | Semifinali           | Finale               | Classifica      |
| Atleta                          | Nazione | Evento  | Avversario Punteggio     | Avversario Punteggio               | Avversario Punteggio                 | Avversario Punteggio | Avversario Punteggio | Avversario Punteggio | Classifica      |
| ------------------------------- | ------- | ------- | ------------------------ | ---------------------------------- | ------------------------------------ | -------------------- | -------------------- | -------------------- | --------------- |
| Daniil Medvedev                 | Russia  | Singolo | R. Hijikata V (6-2, 6-1) | S. Ofner V (6-2, 6-2)              | F. Auger-Aliassime P (3-6, 6-7(5-7)) | non qualificato      | non qualificato      | non qualificato      | non qualificato |
| Pavel Kotov                     | Russia  | Singolo | S. Wawrinka P (1-6, 1-6) | non qualificato                    | non qualificato                      | non qualificato      | non qualificato      | non qualificato      | non qualificato |
| Roman Safiullin                 | Russia  | Singolo | A. Tabilo V (6-4, 6-4)   | T.M. Etcheverry V (6-0, 7-6(7-1))  | C. Alcaraz P (4-6, 2-6)              | non qualificato      | non qualificato      | non qualificato      | non qualificato |
| Daniil Medvedev Roman Safiullin | Russia  | Doppio  | N.D.                     | K. Krawietz - T. Pütz P (4-6, 4-6) | non qualificati                      | non qualificati      | non qualificati      | non qualificati      | non qualificati |

Femminile
| Atleta                               | Nazione | Evento  | 32-esimi                       | 16-esimi                                          | Ottavi                                   | Quarti                                    | Semifinali                                | Finale                                      | Classifica      |
| Atleta                               | Nazione | Evento  | Avversario Punteggio           | Avversario Punteggio                              | Avversario Punteggio                     | Avversario Punteggio                      | Avversario Punteggio                      | Avversario Punteggio                        | Classifica      |
| ------------------------------------ | ------- | ------- | ------------------------------ | ------------------------------------------------- | ---------------------------------------- | ----------------------------------------- | ----------------------------------------- | ------------------------------------------- | --------------- |
| Ekaterina Aleksandrova               | Russia  | Singolo | Y. Yuan P (5-7, 7-6(7-0), 2-6) | non qualificata                                   | non qualificata                          | non qualificata                           | non qualificata                           | non qualificata                             | non qualificata |
| Mirra Andreeva                       | Russia  | Singolo | M. Linette P (3-6, 4-6)        | non qualificata                                   | non qualificata                          | non qualificata                           | non qualificata                           | non qualificata                             | non qualificata |
| Diana Šnajder                        | Russia  | Singolo | E. Cocciaretto V (6-2, 7-5)    | Xiy Wang P (3-6, 1-6)                             | non qualificata                          | non qualificata                           | non qualificata                           | non qualificata                             | non qualificata |
| Ekaterina Aleksandrova Elena Vesnina | Russia  | Doppio  | N.D.                           | K. Muchová - L. Nosková P (6-2, 6-7(5-7), [6-10]) | non qualificate                          | non qualificate                           | non qualificate                           | non qualificate                             | non qualificate |
| Mirra Andreeva Diana Šnajder         | Russia  | Doppio  | N.D.                           | O. Gadecki - A. Tomljanović V (6-3, 2-6, [10-6])  | G. Dabrowski - L. Fernandez V (6-4, 6-0) | B. Krejčíková - K. Siniaková V (6-1, 7-5) | C. Bucșa - S. Sorribes Tormo V (6-1, 6-2) | J. Paolini - S. Errani P (6-2, 1-6, [7-10]) | Argento         |

Misto
| Atleta                         | Nazione | Evento       | 16-esimi                              | Ottavi               | Quarti               | Semifinali           | Finale               | Classifica      |
| Atleta                         | Nazione | Evento       | Avversario Punteggio                  | Avversario Punteggio | Avversario Punteggio | Avversario Punteggio | Avversario Punteggio | Classifica      |
| ------------------------------ | ------- | ------------ | ------------------------------------- | -------------------- | -------------------- | -------------------- | -------------------- | --------------- |
| Mirra Andreeva Daniil Medvedev | Russia  | Doppio misto | S. Errani - A. Vavassori P (3-6, 2-6) | non qualificati      | non qualificati      | non qualificati      | non qualificati      | non qualificati |

### Tiro a segno/a volo
Le atlete si sono garantite le qualificazioni olimpiche in base ai risultati nel ranking mondiale.
| Atleta               | Gara                                    | Qualificazione | Qualificazione | Finale          | Finale          |
| Atleta               | Gara                                    | Punteggio      | Classifica     | Punteggio       | Classifica      |
| -------------------- | --------------------------------------- | -------------- | -------------- | --------------- | --------------- |
| Aliaksandra Piatrova | Pistola 25 metri femminile              | 566            | 39ª            | non qualificata | non qualificata |
| Darya Chuprys        | Carabina 50 metri 3 posizioni femminile | 579            | 24ª            | non qualificata | non qualificata |